# Islam in Albanië
De islam is de grootste religie in Albanië. Volgens de volkstelling uit 2023 beschouwt 50,67% van de bevolking zich als moslim. 
De islam arriveerde in de 15e eeuw in Albanië tijdens de Ottomaanse expansie naar de Balkan. De Albanezen bekeerden zich tijdens de Ottomaanse bezetting, gedurende de 17e en 18e eeuw, in groten getale van het christendom naar de islam.

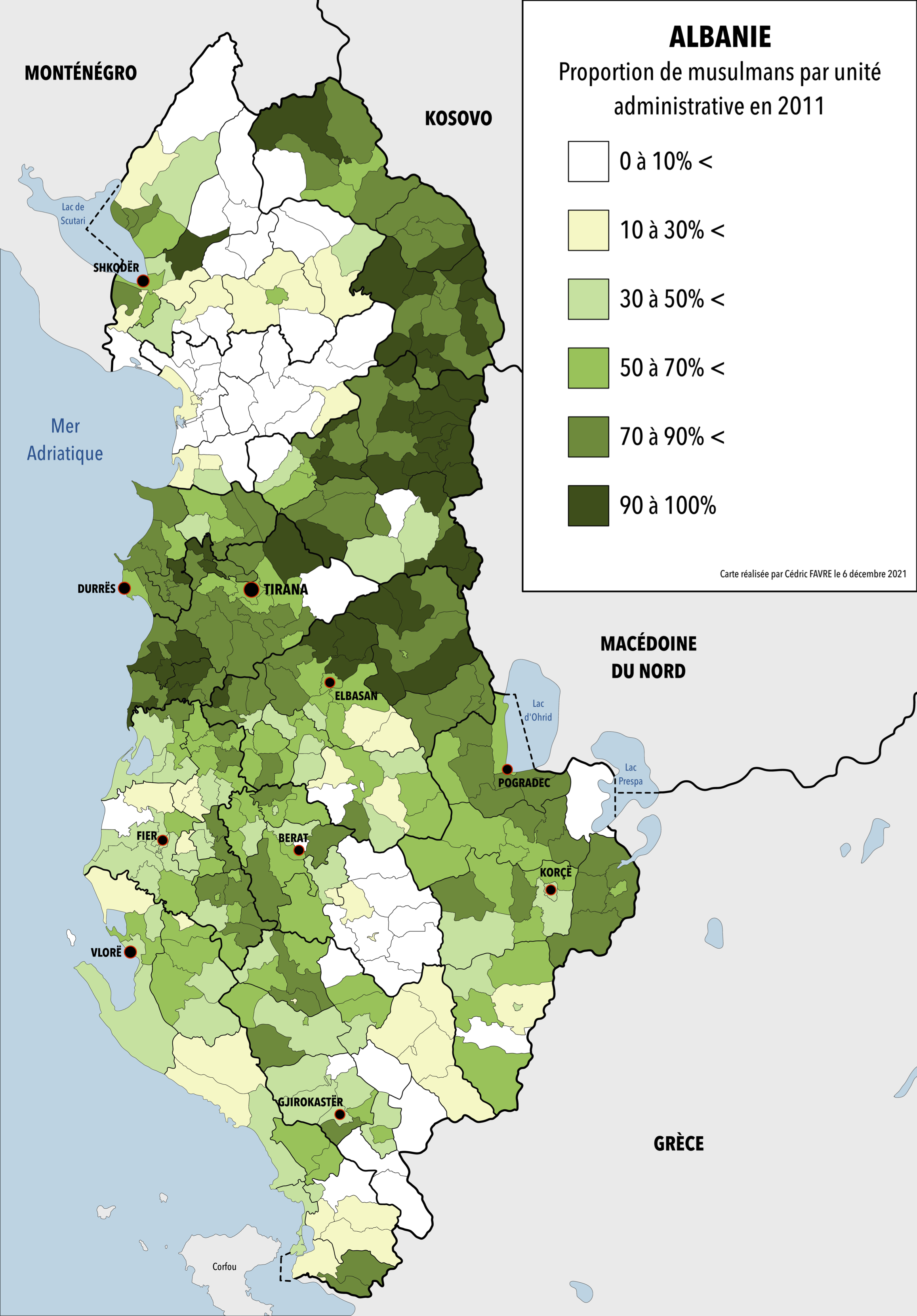
Verspreiding van de islam in Albanië.